# Култ Врховног бића
Култ Врховног бића (фр. Culte de l'Être suprême) је била врста теократског деизма успостављена од стране Максимилијана Робеспјера у периоду Француске револуције, односно јакобинске диктатуре (1793-1794). Био је супротстављен тзв. Култу Разума и римокатолицизму. 

## Историја
Француска револуција је донела многе радикалне промене у Француској. Једна од најосновнијих била је дехристијанизација Француске. То је тековина јакобинског терора и Ебертоваца, предвођених Жаком Ебером, који су успоставили тзв. "Култ Разума". Максимилијан Робеспјер је одмах устао против Култа Разума исмевајући његове идеје јер се згрожавао од идеје да су одбацили сва божанства. Иако није био обожавалац католицизма, имао је посебну мржњу према атеизму. Култ Врховног бића настао је као одговор на Култ Разума. Готово у потпуности га је осмислио сам Робеспјер. Званично га је објавио и одобрио Национални конвент 7. маја 1794. године као грађанску религију Француске. Робеспјер је покушао да успостави рационалу оданост божанству. Основни принципи новог култа били су веровање у постојање бога и бесмртност људске душе. Иако култ Врховног бића није био у супротности са хришћанством, он је по својим карактеристикама ближи религијама старих Грка и Римљана. Марта 1794. године Робеспјер се обрачунао са Ебером и осталим вођама Ебертоваца и Култа Разума пославши их на гиљотину. То је период врхунца његове моћи и моћи Комитета јавног спаса. Култ Врховног бића и његови фестивали допринели су Термидорској реакцији и паду Робеспјера и јакобинаца. Култ нестаје заједно са Робеспјером. Званично га је забранио Наполеон Бонапарта Законом о култовима од 8. априла 1802. године. Истим законом забрањен је и Култ Разума. 